# Klášter Brtnice
Klášter Brtnice se nachází v horní části města Brtnice u zámku Brtnice. Paulánský klášter je spolu s kostelem blahoslavené Juliány z Collalta chráněn jako kulturní památka České republiky.

## Historie
Klášter vznikl po převzetí panství v Brtnici rodem Collaltů, který zahájili rekatolizaci panství, zpočátku pod vedením jezuitského řádu a v roce 1626 již začal hrabě Collalto jednat o zřízení kláštera v Brtnici. Správu panství a výstavbu kláštera vedla jeho manželka Bianca Polyxena z Thurnu. Stavba začala v roce 1629 a autorem projektu byl Giovanni Pieroni. Klášter měl být postaven v dolní části obce, ale z důvodu neideálního podloží však byla stavba přesunuta do prostor vedle zámku. V roce 1641 paulánští mniši převzali přestavěný starší luteránský kostel, nově zasvěcený Nanebevzetí Panny Marie a samotný konvent byl založen v roce 1644. V roce 1657 klášter přečkal velký požár v Brtnici a kostel při klášteře se stal dočasně farním kostelem. V roce 1675 byla zahájena stavba špitálu. Kostel v roce 1727 a pak i v roce 1760 vyhořel.
V roce 1784 byl klášter po josefinských reformách zrušen a objekty byly rozprodány. Objekty kláštera sloužily jako hospodářské zázemí zámku a později jako textilní manufaktura. Ještě později byl klášter skladištěm a také byl upraven na obytné prostory. Kostel při klášteře byl pak v roce 1831 obnoven a benedikován Juliáně z Collalta.